# Berrotarán
Berrotarán är en ort i Argentina.   Den ligger i provinsen Córdoba, i den centrala delen av landet, 600 kilometer väster om huvudstaden Buenos Aires. Berrotarán ligger 631 meter över havet och antalet invånare är 6 446.
Terrängen runt Berrotarán är platt. Runt Berrotarán är det glesbefolkat, med 13 invånare per kvadratkilometer.. Berrotarán är det största samhället i trakten.
Trakten runt Berrotarán består till största delen av jordbruksmark.